# Mount Hibok-Hibok
Mount Hibok-Hibok is een vulkaan op het Filipijnse eiland Camiguin. De berg is een 1332 meter hoge stratovulkaan. De laatste en meeste explosieve reeks van uitbarstingen van de vulkaan tussen 1948 en 1953 kostten in totaal ongeveer 3000 mensen het leven. Na deze uitbarstingen werd door de Filipijnse regering een instantie in het leven geroepen die tot doel had de actieve vulkanen van de Filipijnen te bestuderen en in de gaten te houden. Deze instantie staat tegenwoordig bekend als Philippine Institute of Volcanology and Seismology (PHIVOLCS).